# Stazione di Sekigahara
La stazione di Sekigahara (関ヶ原駅?, Sekigahara-eki) e una stazione ferroviaria situata nella cittadina di Sekigahara, nel distretto di Fuwa della prefettura di Gifu in Giappone. La stazione e gestita dalla JR Central e serve la linea principale Tōkaidō.

## Linee
JR Central
■ Linea principale Tōkaidō

## Struttura
La stazione è costituita da due marciapiedi a isola con 4 binari in superficie.
| 1 | ■ Linea principale Tōkaidō | per Maibara, Kyoto e Osaka                           |
| 2 | ■ Linea principale Tōkaidō | treni partenti in questa stazione per Ōgaki e Nagoya |
| 3 | ■ Linea principale Tōkaidō | binario di transito                                  |
| 4 | ■ Linea principale Tōkaidō | per Ōgaki e Nagoya                                   |

## Stazioni adiacenti
| ≪                        | Servizio                 | ≫                        |
| Linea principale Tōkaidō | Linea principale Tōkaidō | Linea principale Tōkaidō |
| ------------------------ | ------------------------ | ------------------------ |
| Tarui                    | Tutti i treni            | Kashiwabara              |